# Lützow (nehézcirkáló)
A Lützow egy német, Admiral Hipper osztályú nehézcirkáló. Ez a hajó volt a harmadik hajó az osztályában. Nevét a napóleoni háborúkban küzdő Ludwig Adolf Wilhelm von Lützow, porosz tábornokról kapta.
A Lützow építését a DeSchiMAG brémai hajógyárában kezdték 1937. február 8-án, majd 1939. január 7-én vízre bocsátották.
1939-ben a Molotov–Ribbentrop-paktum részeként, a németek a félkész Lützowot eladták a Szovjetuniónak, ahol a hajót átnevezték Petropavlovszkra. Mikor Németország megtámadta a Szovjetuniót, a hajó még mindig nem készült el. A hajót a szovjetek úszó tüzérségi ütegállásnak használták. Leningrád közelében, a kronstadti öbölben találat érte, ezért zátonyra futtatták, hogy az elsüllyesztését elkerüljék. 1943-ban a szovjetek kijavították és levontatták a zátonyról, majd ismét átnevezték. Ezúttal a Tallin nevet kapta, de továbbra is a tüzérségi támogatás maradt a feladata. Tervbe volt véve, hogy a cirkálót befejezik, de ezt végül nem valósították meg. A hajót így kiképzési célokra használták, egészen az 1950-es évekig, amikor szétbontották.
A Lützow nevet később a német Deutschland zsebcsatahajó kapta meg.

## Külső hivatkozások
- Német Tengerészet Történelme – A Lützow nehézcirkáló (angol)